# Zygmunt Gmitrzak

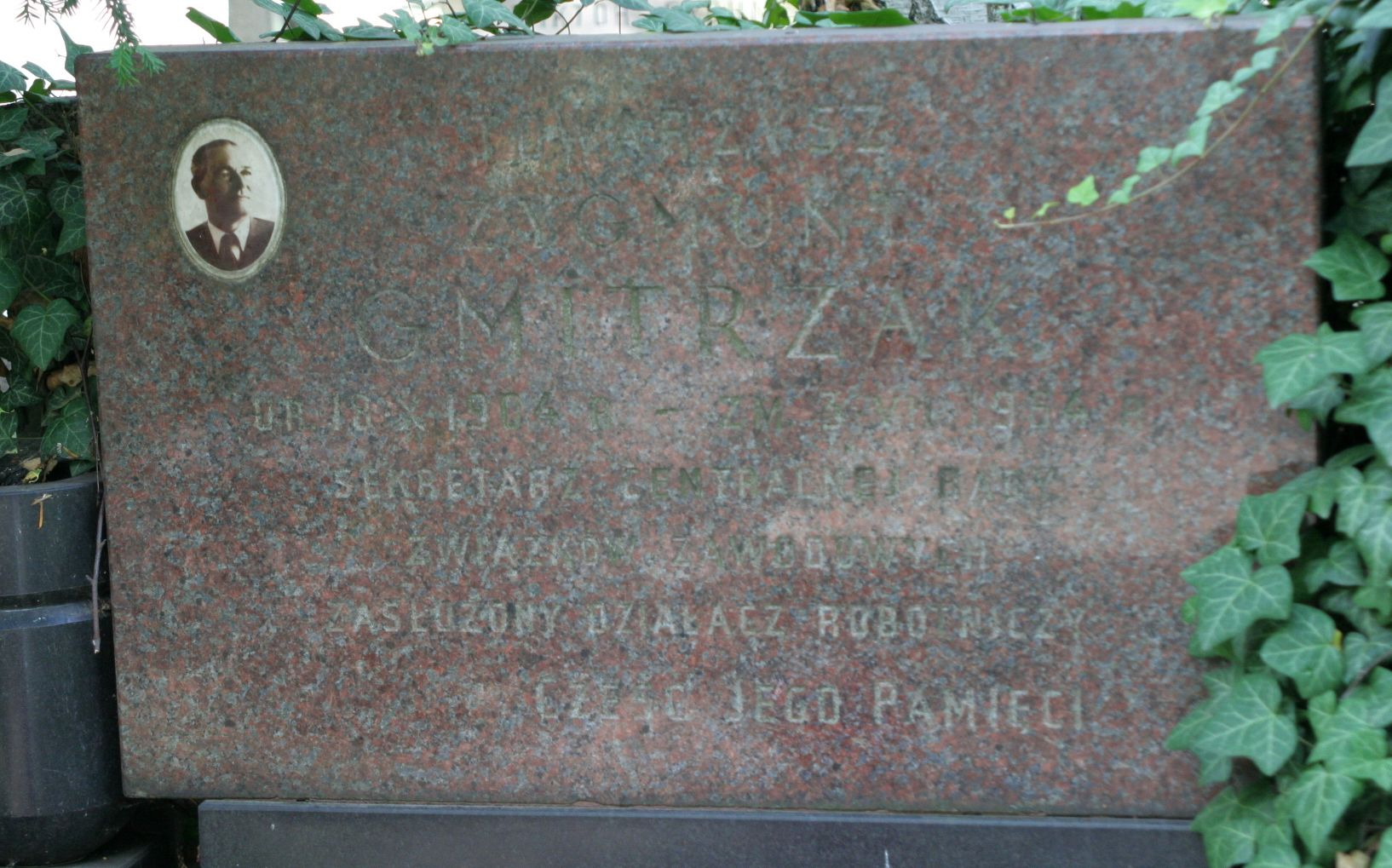
Grób Zygmunta Gmitrzaka na Cmentarzu Wojskowym na Powązkach w Warszawie

Zygmunt Gmitrzak (ur. 18 października 1904 w Witkach, zm. 3 lipca 1964) – działacz komunistyczny i związkowy.

## Życiorys
Syn Kazimierza i Józefy z domu Makulskiej. W latach 1923–1925 był członkiem Centralnego Komitetu Wykonawczego Polskiej Partii Socjalistycznej w Warszawie. Od 1944 do 1948 był członkiem Polskiej Partii Robotniczej. W latach 1944–1945 w szeregach Armii Ludowej. W Polskiej Zjednoczonej Partii Robotniczej od 1948. W 1946 był dowódcą plutonu ORMO, a potem kierownikiem Referatu Karnego w Starostwie Praga-Południe w Warszawie. W latach 1946–1948 kierował odbudową Mennicy Państwowej w Warszawie. Od 1955 do 1957 był słuchaczem Centralnej Szkoły Partyjnej w Warszawie. Następnie trafił do ruchu związkowego: od 12 stycznia 1957 aż do śmierci był sekretarzem Centralnej Rady Związków Zawodowych (CRZZ). W latach 1959–1964 był członkiem Centralnej Komisji Kontroli Partyjnej PZPR. Jest pochowany na Cmentarzu Wojskowym na Powązkach (kwatera 2C-11-8).